# Basic (Philip Morris)
Pour les articles homonymes, voir Basic.
 (octobre 2015).
Si vous disposez d'ouvrages ou d'articles de référence ou si vous connaissez des sites web de qualité traitant du thème abordé ici, merci de compléter l'article en donnant les références utiles à sa vérifiabilité et en les liant à la section « Notes et références ».
Basic est une marque de cigarettes appartenant au groupe Altria aux États-Unis et à Philip Morris International dans le reste du monde. Ces groupes possèdent également des marques telles que Marlboro ou Chesterfield.
Cette marque vise essentiellement les jeunes qui veulent économiser quelques centimes par rapport à l'achat d'un paquet de Marlboro.